# منتخب الفلبين لكرة السلة 3x3
منتخب الفلبين لكرة السلة 3x3 هو منتخب الفلبين الوطني في رياضة كرة السلة 3×3، يدار من قبل الاتحاد الفلبيني لكرة السلة.